# II rama komunikacyjna w Poznaniu
II rama komunikacyjna – dwujezdniowy ciąg ulic w Poznaniu, posiadający po dwa lub trzy pasy ruchu w każdym kierunku. Od 1994 roku jest uznawany za Obwodnicę Śródmieścia, a obszar w jego wnętrzu za Śródmieście Funkcjonalne
. W ciągu II ramy znajdują się ulice: Aleje Solidarności, Serbska, Lechicka, A. Hlonda, Podwale, Jana Pawła II, Zamenhofa, Hetmańska, Reymonta, Przybyszewskiego, Żeromskiego, Niestachowska i Witosa. 10 listopada 2010 zakończono budowę trasy. Brakującym ogniwem był kilometrowy odcinek ulicy Prymasa Augusta Hlonda łączący ulice Podwale i Główną. Od 1 stycznia 2016 częściowo znajduje się w ciągu dróg wojewódzkich nr 196 oraz nr 433.